# Аргалант
Аргалант (монг. Аргалант) — сомон аймака Туве, Монголия.
Одноимённый центр находится в 120 километрах от города Зуунмод и в 80 километрах от столицы страны — Улан-Батора.
Есть школа, больница, культурный и торгово-обслуживающий центр.

## География
На территории сомона есть солёные озера. Самая высокая точка — гора Налгар (1842 метра). Климат резко континентальный.
Имеются богатые запасы золота, серебра, меди, железной руды и т.д.

## Экономика
Основными статьями дохода являются сельское хозяйство, торговля и туризм. В 2004 году общее поголовье скотины составляло 44 000 голов, включая 18 000 коз, 20 000 овец, 2 200 коров, 4 000 лошадей и 6 верблюдов.